# Heiligtum von Elfrath

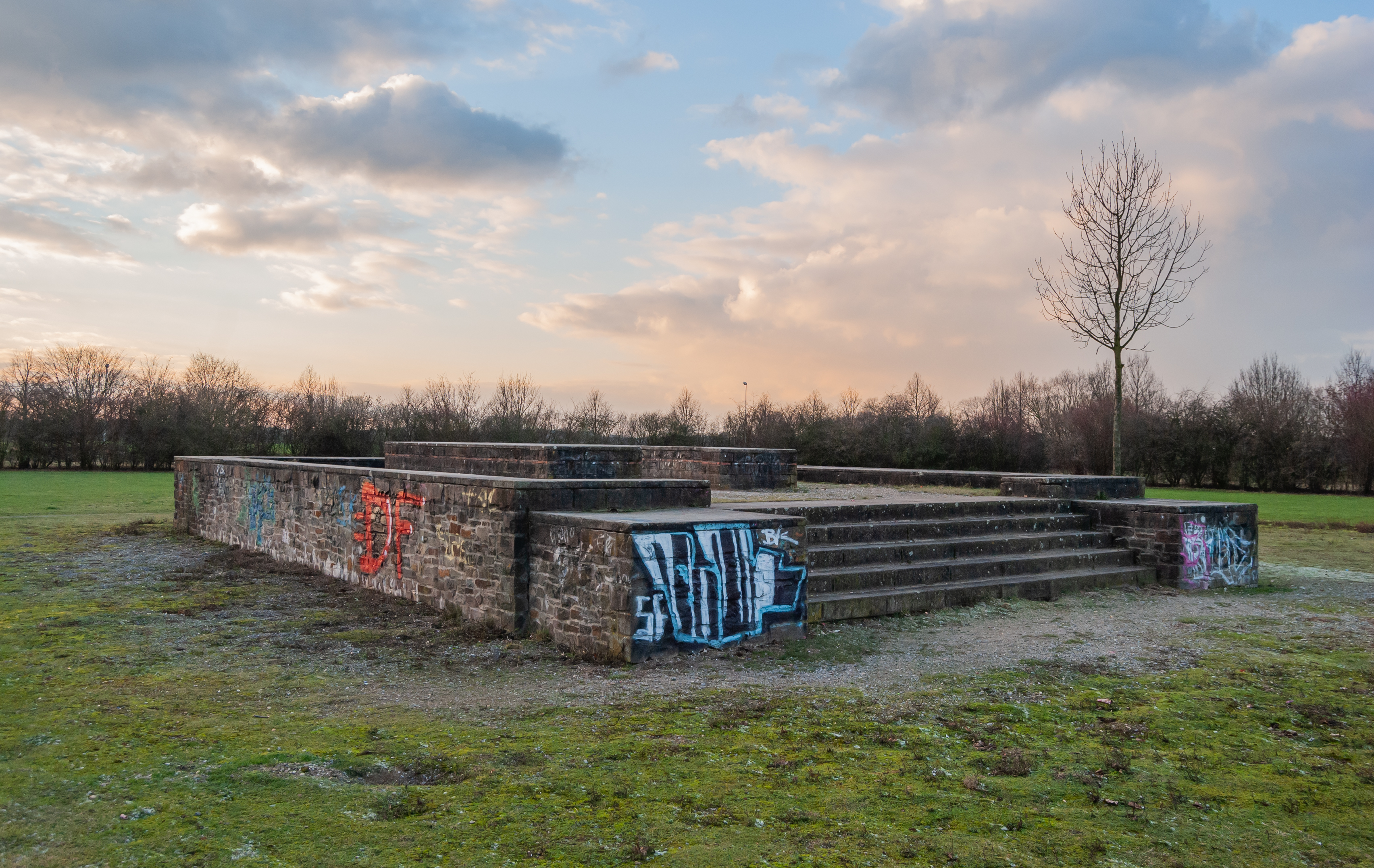
Heiligtum von Elfrath: Fundament des römischen Tempels (2013)

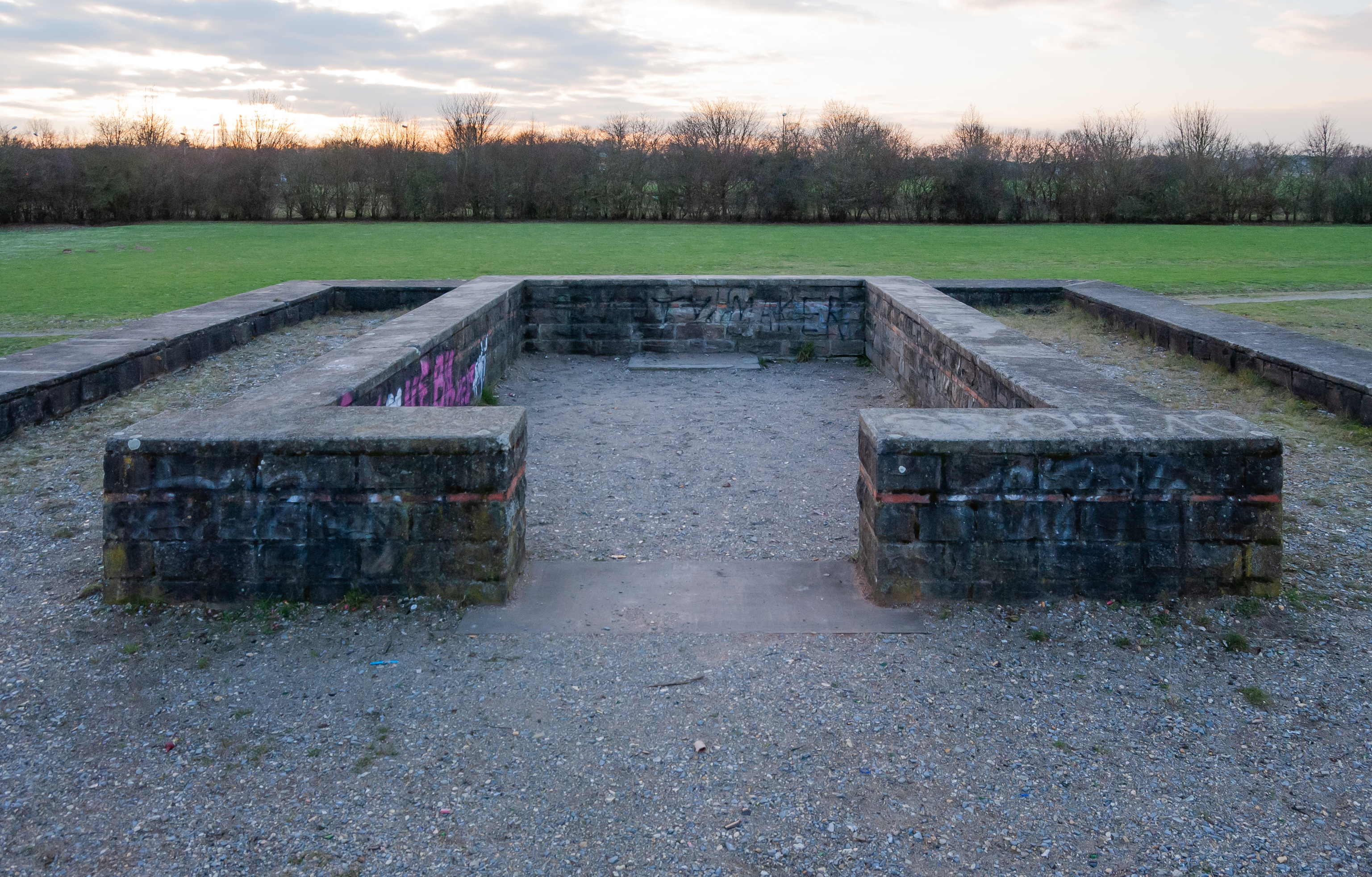
Position auf dem Tempel (2013)

Das Heiligtum von Elfrath ist eine römische Tempelanlage, die im ersten nachchristlichen Jahrhundert gegründet wurde. Sie wurde 1977 von dem ehrenamtlichen Mitarbeiter des Museums Burg Linn Detlef Stender durch eine archäologische Prospektion entdeckt und von Jochen Giesler aufgenommen. Im Jahr 1988 erfolgte die Ausgrabung in großen Teilen unter der Leitung des Archäologen Christoph Reichmann.
Der Tempel liegt etwa 5 km vom antiken Gelduba entfernt. Die Anlage besteht aus einem 95 × 127 m großen Bezirk, der durch einen Graben begrenzt wurde. Im Zentrum des Temenos stand ein Baum. In der Mitte des zweiten nachchristlichen Jahrhunderts wurde neben dem Baum ein italischer Podiumstempel errichtet, der in etwa 10,40 × 16,40 m groß ist. Der Tempelbezirk wurde auf 135 × 170 m erweitert. Vor dem Tempeleingang an der Ostseite stand ein Altar, etwas südlich befand sich ein Brunnen. In etwas Abstand zum eigentlichen Tempel fanden sich Brotbacköfen. Der Baum stand auch weiterhin im zweiten Jahrhundert. Gegen Ende des dritten Jahrhunderts wurde der Tempel zerstört und nie wieder in Betrieb genommen.
Von dem Tempel fanden sich bei den Ausgrabungen nur noch die Fundamente, die nach der Ausgrabung konserviert wurden und heute zu besichtigen sind.
Das aufgehende Mauerwerk bestand aus Tuff und Ziegeln. Wenige Buchstaben auf einem kleinen Fragment eines Weihaltars deutet der Ausgräber als Beleg, dass hier Hercules Deusoniensis verehrt wurde. Die Annahme ist naheliegend, da dieser Gott von dem in dieser Zeit hier ansässigen Cugernern auch anderen Orts verehrt wurde.

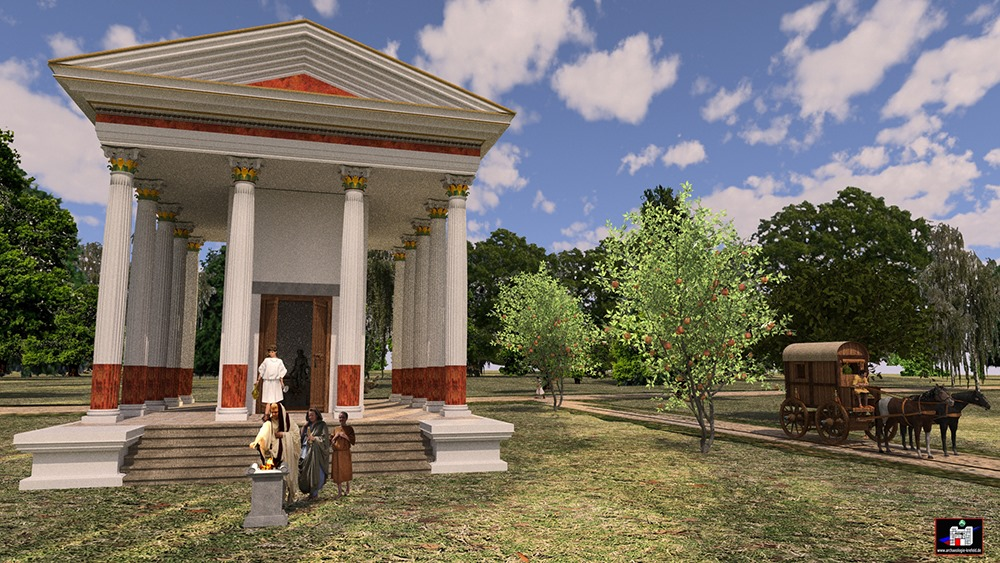
Außenansicht aus der 3D-Animation des nach den Befunden rekonstruierten Tempels

Die für das Fundament verwendeten Grauwackensandsteine stammen aus einem Steinbruch bei Duisburg, der noch heute im Duisburger Stadtwald in der Nähe des Quellheiligtums Heiliger Brunnen zu sehen ist. Der Ausgräber Christoph Reichmann hielt dies nicht für Zufall. Ihm fiel auf, dass der Hauptzuweg des Tempels genau auf das Quellheiligtum ausgerichtet ist, dessen Hügelkuppe bei klarem Wetter vom Tempel aus zu sehen ist. Reichmann ging davon aus, dass am Heiligen Brunnen in Duisburg der ursprüngliche Ort der Verehrung des Gottes Deuso lag und der Tempel in Elfrath der nach der zwangsweisen Umsiedlung der Sugamber auf die linke Rheinseite neugebaute Ersatzkultort war.
Die Sockelzone war wahrscheinlich mit Marmorimitationen dekoriert. Die Hauptzone der Wand zeigte lebensgroße Figuren und Architektur, letztere vielleicht als Rahmung für die Figuren. Das Innere des Tempels war mit qualitätsvollen Wandmalereien dekoriert.
In der unmittelbaren Umgebung des Tempels konnten bisher keinerlei Reste einer antiken Siedlung oder einzelner Wohnbauten lokalisiert werden. Demnach scheint es kein vor Ort lebendes Tempelpersonal gegeben zu haben. Die Brotbacköfen und die gefundene große Menge zerbrochenen Tongeschirrs können so gedeutet werden, dass die Bewohner der Umgebung im Tempel zu Kultfeiern zusammen kamen. Im Umkreis mehrerer Kilometer befanden sich das bereits erwähnte Kastell Gelduba und zahlreiche römische Gutshöfe, von denen sogar Kaiser Tiberius in Rom Kenntnis hatte. Er befahl der Legion in Gelduba ihm jedes Jahr das Gemüse Siser zu liefern, wobei es sich wahrscheinlich um Pastinaken (auch Hammelmöhre) oder Zuckerwurzeln handelte. 